# 葉俊廉
葉俊廉（英語：Julian Ip Chun-lim，1991年—），香港政治人物，民主建港協進聯盟成員，擁有香港大學經濟金融學學士學位，現任財經事務及庫務局局長政治助理。他曾任中國平安集團聯營公司高級經理以及香港交易所助理副總裁。